# Ocean City (Florida)
Ocean City is een plaats (census-designated place) in de Amerikaanse staat Florida, en valt bestuurlijk gezien onder Okaloosa County.

## Demografie
Bij de volkstelling in 2000 werd het aantal inwoners vastgesteld op 5594.

## Geografie
Volgens het United States Census Bureau beslaat de plaats een oppervlakte van
4,9 km², waarvan 4,1 km² land en 0,8 km² water.

## Plaatsen in de nabije omgeving
De onderstaande figuur toont nabijgelegen plaatsen in een straal van 8 km rond Ocean City.